# Hannes W. Braun
Hannes W. Braun (* 13. Mai 1901 in Königsberg; † 2. Mai 1984 in Berlin) war ein deutscher Film- und Theaterschauspieler sowie Synchronsprecher.

## Wirken
Braun begann seine Karriere als Theaterschauspieler; in der Nachkriegszeit lebte er zunächst in Halle an der Saale und hatte bald Engagements auf Theaterbühnen der DDR; so arbeitete er in den späten 1950er-Jahren am Berliner Theater der Freundschaft u. a. mit Josef Stauder. 1958 trat er (u. a. mit Rainer R. Lange, Johanna Clas und Annemarie Hummel) in Stauders Inszenierung von Das Blaue Licht auf.
Außerdem wirkte Braun ab Mitte der 1950er-Jahre in einer Reihe von DEFA-Fernsehfilmen mit; dabei arbeitete er mit Regisseuren wie Fritz Bornemann, Peter Hagen, Hubert Hoelzke, Rainer R. Lange, Georg Leopold (Papas neue Freundin, 1960), Kurt Rabe, Günter Reisch, Hans-Dieter Schmidt, Josef Stauder und Heinz Thiel (Der Kinnhaken, 1962) und Frank Vogel zusammen. 
In Kurt Jung-Alsens Lucy und der Angler von Paris (1963), der im Paris der 1940er Jahre spielt, hatte Braun als Angler neben Annekathrin Bürger die Hauptrolle; ebenfalls 1963 war er als Beisitzer in der Folge Die Affäre Heyde-Sawade der Krimireihe Fernsehpitaval (Regie Wolfgang Luderer) zu sehen. Seine letzte Filmrolle hatte er als Befrackter Herr in Wolfgang Luderers Verfilmung des Fontane-Romans Effi Briest (1968), mit Angelica Domröse und Horst Schulze in den Hauptrollen. Im DEFA-Studio für Synchronisation war er außerdem als Synchronsprecher (etwa in Feuer, Wasser und Posaunen, Cartouche, der Bandit und Die Zwölf Monate, 1956) tätig.

## Filmografie
- 1956: Das Tierhäuschen (Regie Hans-Dieter Schmidt)
- 1959: Schneider Wibbel (Regie Josef Stauder)
- 1960: Papas neue Freundin (Fernsehfilm, Regie Georg Leopold)
- 1962: Die Jagd nach dem Stiefel (Regie Hubert Hoelzke)
- 1962: Peter und der Kaktus (Regie Rainer R. Lange)
- 1962: Der Weg nach Füssen (Regie Fritz Bornemann)
- 1962: Ist doch kein Wunder (Regie Peter Hagen)
- 1962: Der Kinnhaken (Regie Heinz Thiel)
- 1963: Bonner Pitaval: Die Affäre Heyde-Sawade (Fernsehreihe, Regie Wolfgang Luderer)
- 1963: Lucie und der Angler von Paris (Fernsehfilm, Regie Kurt Jung-Alsen)
- 1964: Der Fächer der Madame de Pompadour (Regie Josef Stauder)
- 1965: Solange Leben in mir ist (Regie Günter Reisch)
- 1965/1990: Denk bloß nicht, ich heule (Regie Frank Vogel)
- 1968: Kriminalfälle ohne Beispiel: Die Dominas-Bande (TV-Serie)
- 1970: Effi Briest (Fernsehfilm)